# Dolmen du Moulin des Oies
Le dolmen du Moulin des Oies, appelé aussi Boccénic Vras, est un dolmen situé à Belz dans le département français du Morbihan.

## Historique
Le dolmen est signalé par Lukis et exploré en 1877 par Chaplain-Duparc, sans résultat connu. En 1931, Z. Le Rouzic restaure le dolmen mais en donnant à la chambre une forme rectangulaire. L'ensemble est inscrit au titre des monuments historiques par arrêté du 24 juillet 2023.

## Description
Le dolmen est localisé sur une petite pointe bordant la rivière d'Étel. C'est un dolmen à couloir ouvrant à l'est. Sur un croquis dressé par W. C. Lukis en 1866, la chambre est délimitée par neuf orthostates; elle est de forme circulaire, d'un diamètre d'environ 4,30 m et le couloir, comportant cinq supports, est situé dans l'axe de la chambre. Toutes les dalles utilisées sont en granite d'origine locale.
Le petit mobilier archéologique découvert par le Rouzic (fragments de poterie, lames et grattoirs en silex) est conservé au Musée de Préhistoire de Carnac.